# Kirche Kripplein Christi (Fraustadt)

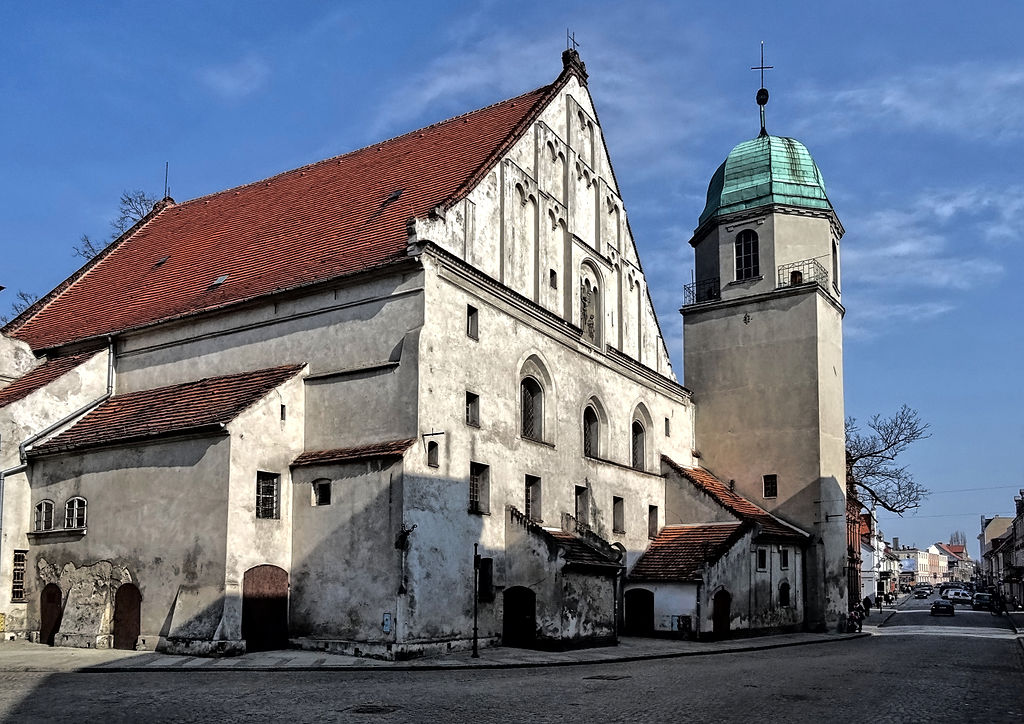
Evangelische Kirche Kripplein Christi

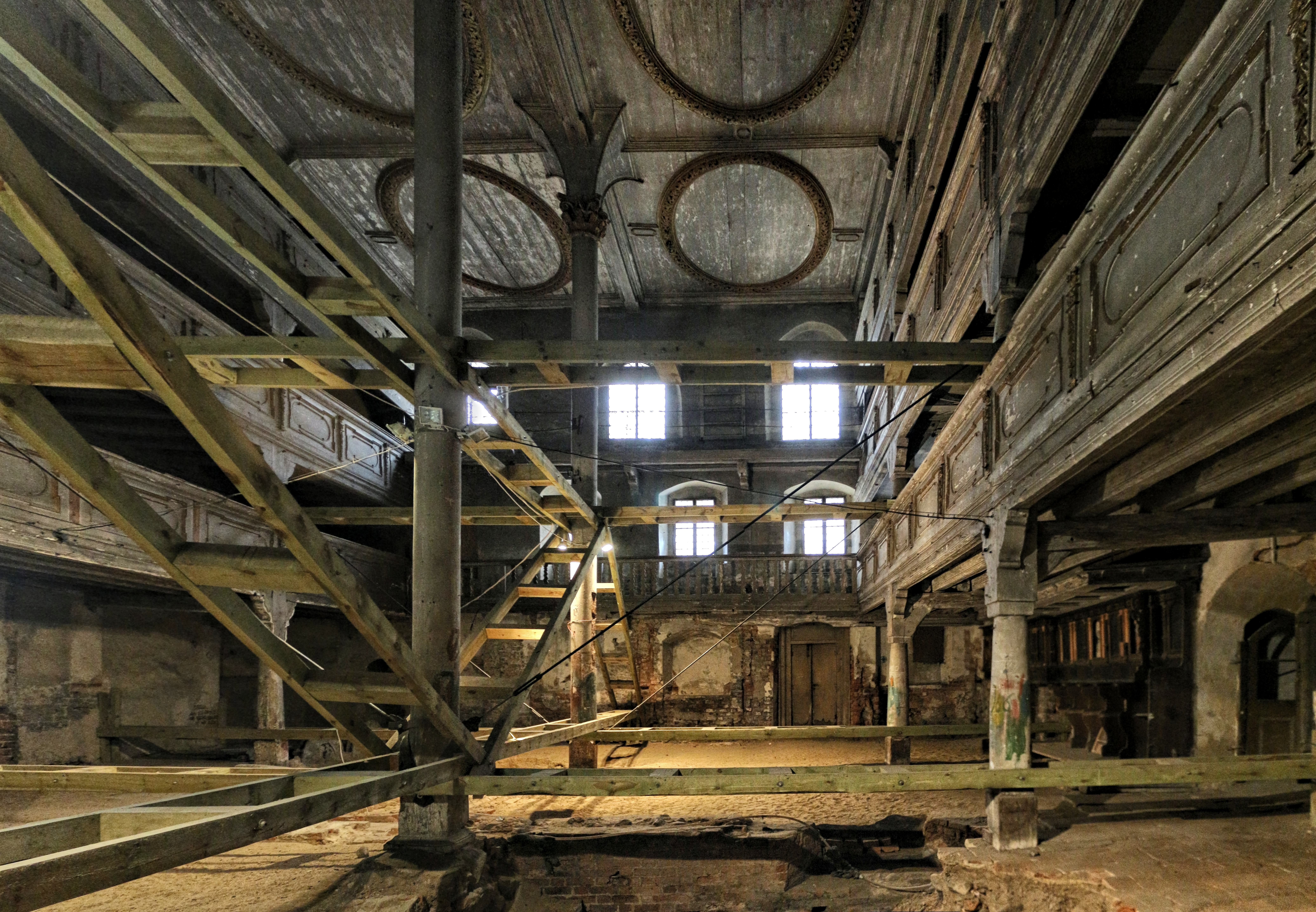
Innenansicht (2015)

Die Kirche Kripplein Christi (polnisch Kościół ewangelicki pw. Żłóbka Chrystusa) in Wschowa (Fraustadt) in der Woiwodschaft Lebus ist ein Sakralbauwerk der ausgehenden Renaissance für die evangelischen deutschsprachigen Einwohner des Städtchens. Der Bau steht seit längerer Zeit leer und hat einen hohen Sanierungsbedarf.

## Geschichte
Nach Ausbreitung der Reformation in Ostbrandenburg, wurde die Stadtkirche (heute Kościół św. Stanisława) protestantisch. Im Zuge der Gegenreformation erhielten die Katholiken die Stadtkirche zurück und für die Protestanten sollte eine neue Kirche errichtet werden, wobei jedoch eine Auflage war, dass die neue Kirche keinen Glockenturm erhalten durfte. Das Gebäude wurde neben dem Polnischen Tor aus dem 14./15. Jahrhundert auf dem Grund von zwei vorherigen Bürgerhäusern und unter Einbeziehung der Befestigungsanlage errichtet. Als Glockenturm diente der Turm der ehemaligen Bastei.
Nach einigen Quellen war Hans Grantz aus dem naheliegenden Röhrsdorf der Baumeister der Kirche, die durch Umbau von zwei vorherigen Gebäuden entstand. Der erste wichtige Arbeitsabschnitt war im April 1606 beendet, damals stellte man eine Rechnung über 1883 Polnische Mark. Am 25. März 1605 stifteten zwei Bauern aus dem naheliegenden Nieder Pritschen, Michael Hoffmann und Andreas Henning, den Abendmahlkelch.
Der ungewöhnliche Name der Kirche „Kripplein Christi“ geht auf den ersten Pfarrer Valerius Herberger zurück, der damit in Anbetracht der prekären Lage der Evangelischen die Bezeichnung „Kirche“ umging. Dieser Name wurde später in ganz Großpolen für evangelische Kirchen verwendet.
Der Bau fasste mit seinen drei Emporen zweitausend Personen. Die Lage von Fraustadt in der Nähe von Schlesien, in dem Österreich protestantisches Kirchenleben unterdrückte, führte dazu, dass viele Kirchgänger aus den nahegelegenen Orten hinter der Grenze kamen.
Die Kirche fiel 1644 und 1685 Bränden zum Opfer. Nach dem Brand 1685 entstand ein größerer Neubau. Der neue Altar von 1647 stammt von Martin Arnold. Der weitere Brand am 10. Mai 1685 zerstörte die Kirche bis auf das Mauerwerk. Bereits drei Monate später war die Kirche weitgehend wiederhergestellt, wobei die Abstützung der Flachdecke mit drei Freisäulen beibehalten, jedoch der Bau nach Westen erweitert wurde.
1945 wurde das Ende der sakralen Nutzung der Kirche Kripplein Christi besiegelt. Mit dem Kriegsende wurden alle Deutschen und damit alle Evangelischen aus Fraustadt vertrieben, und Kripplein Christi diente fortan bis in die 1970er Jahre der Fraustädter Handwerkergesellschaft als Lager. Teile des Altars und der Kanzel sind aber erhalten geblieben.

## Bauwerk
Der Kirchenbau besitzt ein hohes ziegelgedecktes Satteldach. Die Ostfassade ist verputzt und bis zum Giebelansatz dreigeschossig, die westliche hingegen ziegelsichtig und zweigeschossig. Die Längsseiten sind ebenfalls verputzt. Beide Giebel sind jeweils mit Putzblenden versehen, der Ostgiebel ist in romanisierenden Formen gestaltet. Der aus einer Bastei des 16. Jahrhunderts entstandene Glockenturm ist ebenfalls verputzt und hat einen oktogonalen Aufsatz mit barocker Haube. Der gerade schließende Chor entstand im 18. Jahrhundert.
Den rechteckigen für ca. zweitausend Gottesdienstbesucher konzipierten Emporensaal schmückt eine flache Holzkassettendecke. Die dreistöckigen nach 1685 entstandenen Emporen, die ursprünglich rund um den Innenraum herumgeführt waren, sind an der Nord- und Südseite bis heute erhalten. Im Chor sind Fragmente eines außergewöhnlich repräsentativen Chorgestühls erhalten.
Heute bilden im Innenraum im Boden eingelassene Steinkreise einen Blickfang, u. a. dort wo früher der Altar stand.
Erhaltene und wiederaufgetauchte Bestandteile der Einrichtung befinden sich im Fraustädter Regionalmuseum.